# (خوشم میاد) از روشی که دوستم داری
(خوشم میاد) از روشی که دوستم داری (به انگلیسی: (I Like) The Way You Love Me‎) یک نسخهٔ ریمیکس شده از ترانهٔ «روشی که مرا دوست داری» اثر مایکل جکسون است که در آلبومی که پس از مرگ، در سال ۲۰۱۰ با نام مایکل منتشر شد. این ترانه در کره به عنوان تک‌آهنگ دیجیتالی و در ایتالیا به صورت تک‌آهنگ رادیویی منتشر شد.
نسخهٔ نمایشی این ترانه پیشتر با نام «روشی که مرا دوست داری» در مجموعه جعبه‌ای که از جکسون در سال ۲۰۰۴ تحت عنوان مجموعه نهایی پخش شد قرار داشت. پس از مرگ جکسون این ترانه برای قرار گرفتن در آلبوم مایکل (۲۰۱۰) انتخاب شد و پس از میکس و تنظیم دوباره از همین آلبوم منتشر شد.